# Дол–Суха
Дол–Суха (словен. Dol–Suha) је насељено место у општини Речица об Савињи, Савињска регија, Словенија.

## Историја
До територијалне реорганизације у Словенији био је у саставу старе општине Мозирје.

## Становништво
У попису становништва из 2011. године, Дол-Суха је имао 167 становника.
| Број становника према пописима | Број становника према пописима | Број становника према пописима |
| ------------------------------ | ------------------------------ | ------------------------------ |
| 1991                           | 2002                           | 2011                           |
| 160                            | 172                            | 167                            |

Напомена: Године 2016. извршена је мања размена територија између насеља Дол-Суха и Прихова (Назарје). Године 2017. извршене су мање размене територија између насеља Дол-Суха и Радегунда (Мозирје).